# موخلن
موخلن (به آلمانی: Mucheln) یک شهر در آلمان است که در Plön (District) واقع شده‌است. موخلن ۶۱۳ نفر جمعیت دارد.